# Códice Tchacos
O Códice Tchacos é um antigo papiro egípcio em língua copta contendo textos do primitivo Gnosticismo Cristão, datado de aproximadamente 300 d.C.:
- O Evangelho de Judas
- O Primeiro Apocalipse de Tiago
- A Carta de Pedro a Filipe
- Um fragmento do livro Alógenes (ou Livro do Estrangeiro) - provavelmente uma cópia diferente do já conhecido texto no códice XI da Biblioteca de Nag Hammadi.

## Importância

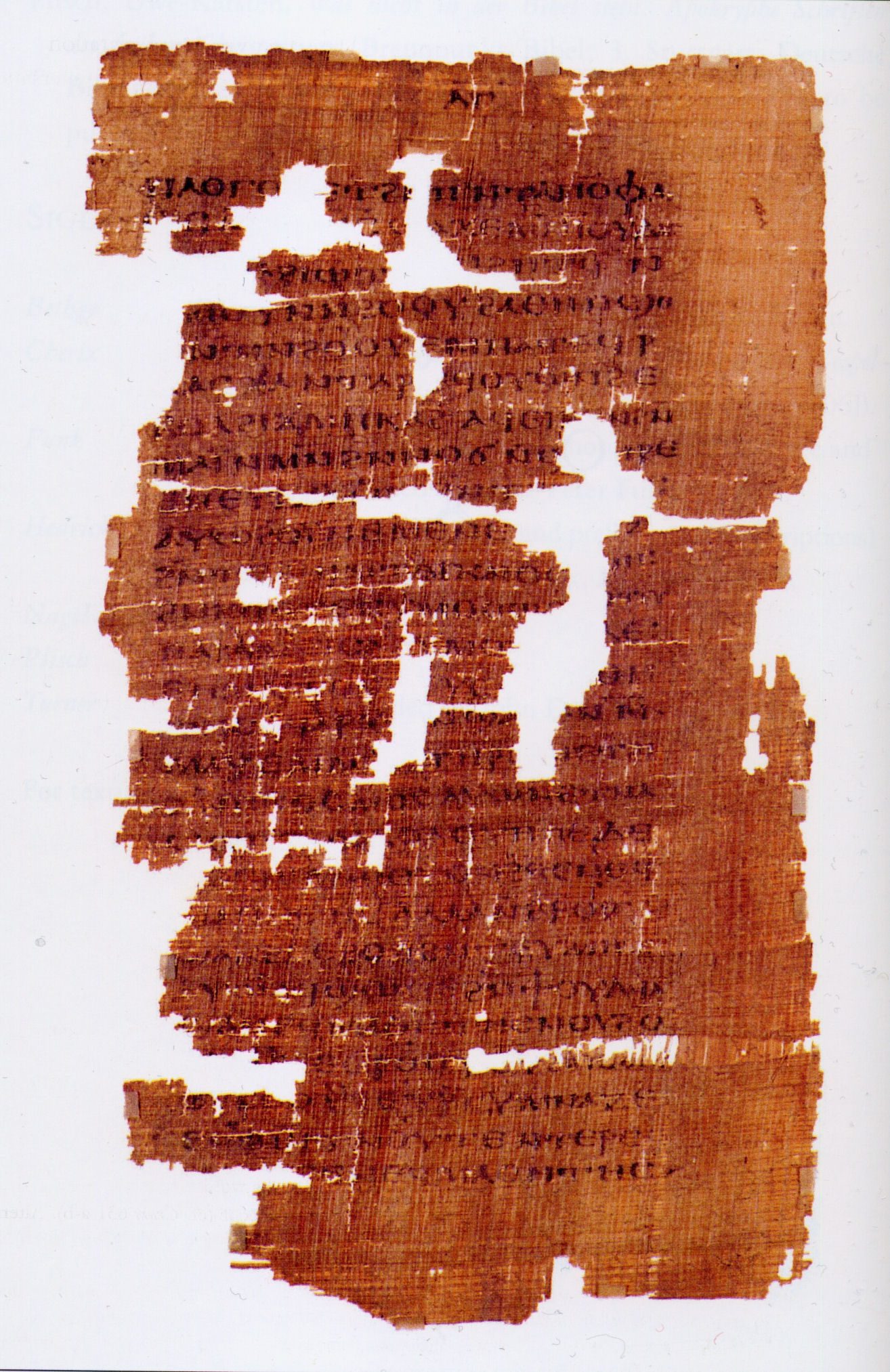
Página do Evangelho de Judas (p.33)

O Códice Tchacos é importante por conter a primeira e única cópia sobrevivente do Evangelho de Judas, um texto que foi rejeitado como herético pela Igreja primitiva e dado como perdido por 1700 anos. O Evangelho de Judas foi mencionado e resumido pelo Pai da Igreja Ireneu de Lyon em seu trabalho Adversus Haereses, o que torna o Evangelho de Judas mais antigo que o códice em que foi descoberto, embora haja alguma incerteza sobre se esta referência foi explicitamente adicionada em uma tradução latina posterior.

## O Códice
O códice foi redescoberto perto de El Minya, no Egito, durante a década de 1970 e armazenado de várias formas heterodoxas por vários comerciantes que tinham pouca experiência com antiguidades. Um deles o guardou num cofre e outro realmente congelou os documentos, causando um tipo raro de estrago, difícil de consertar, que faz com que o papiro pareça ter sido polido com areia[a]. Estudiosos ouviram rumores sobre o texto dos anos 80 em diante, pois os comerciantes periodicamente ofereciam o texto à venda (mostrando partes do texto ou fotografias de partes do texto). Ele não foi examinado ou traduzido até 2001 quando sua atual proprietária, Frieda Nussberger-Tchacos, preocupada com o estado de deterioração do texto o transferiu para a Fundação Mecenas de Arte Antiga (Maecenas Foundation for Ancient Art) em Basileia, na Suíça. Ela o batizou em homenagem a seu pai, Dimaratos Tchacos.
Aproximadamente uma dúzia de páginas do manuscrito original, examinado brevemente por estudiosos na década de 1970 estão faltando no códice atualmente; acredita-se que elas foram vendidas secretamente a comerciantes, mas nenhuma delas apareceu até agora. De acordo com o sítio da "National Geographic", fragmentos do códice podem estar no espólio de um comerciante de antiguidades de Ohio.

## National Geographic
Em Abril de 2006, uma tradução completa do texto, com muitas notas de rodapé, foi publicado pela National Geographic Society: O Evangelho de Judas (ISBN 1-4262-0042-0, Abril de 2006). "National Geographic", que restaurou e preservou o códice também produziu um documentário de duas horas para a televisão, O Evangelho de Judas, que foi ao ar mundialmente no National Geographic Channel em 9 de abril de 2006. Uma edição especial da revista também foi dedicada ao Evangelho de Judas. Uma edição crítica completa do Códice Tchacos, incluindo fotografias coloridas em tamanho natural pela National Geographic, e uma tradução completa do Códice apareceram no final de 2007. A equipe ainda espera examinar a cartonnage (uma espécie de papel-machê usado para enrijecer a capa do códice) com o objetivo de encontrar pistas sobre quem produziu o códice e quando/onde. O Códice Tchacos pode ser mais antigo que os treze volumes da Biblioteca de Nag Hammadi, tornando-0 o mais antigo livro sobrevivente na história ocidental.

## Críticas
April D. DeConick, professora de estudos bíblicos do Departamente de Estudos Religiosos na Rice University publicou um livro, "The Thirteenth Apostle:  What the Gospel of Judas Really Says" (ISBN 978-0826499646) questionando tanto a forma como a National Geographic publicou o Evangelho de Judas quanto a veracidade da sua tradução. Ela argumenta que a National Geographic negou a estudiosos acesso aos textos e que os que o tiveram não foram capazes de realizar seu trabalho apropriadamente devido à restrições impostas, acusação similar àquelas feitas aos guardiões dos Manuscritos do Mar Morto. Notavelmente, ela afirma que a primeira tradução da National Geographic omite um "não", invertendo o significado do texto. Em uma artigo no The New York Times (1º de Dezembro de 2007), ela escreveu:
| “ | De acordo com a tradução da National Geographic, a "ascensão de Judas à geração sagrada seria amaldiçoada". Mas é claro pela transcrição que os estudiosos alteraram o original Copta, o que por sua vez eliminou a negativa da sentença original. Na realidade, o original afirma que Judas "não iria ascender à geração sagrada" | ” |
|   | — April D. DeConick, New York Times, Dezembro de 2007. |   |

A importância do Codex Tchacos não está em dúvida, mas ainda há muito trabalho a ser feito em entender sua real influência e decifrar sua origem.